# Kaj Nordquist
Kaj Stefan Nordquist, född 14 april 1953 i Sankt Görans församling i Stockholms stad, är en svensk politiker (socialdemokrat). Han var riksdagsledamot 2003–2004 (ersättare) och 2004–2006 (statsrådsersättare), invald för Stockholms kommuns valkrets.

## Biografi
Kaj Nordquist är bror till musikern Ulf Nordquist.[källa behövs]
Kaj Nordquist kandiderade i riksdagsvalet 2002 och blev ersättare. Han var tjänstgörande ersättare i riksdagen för Veronica Palm 20 februari–1 augusti 2003 och 1 november 2003–14 mars 2004, samt statsrådsersättare för Bosse Ringholm från och med 20 juli 2004 till mandatperiodens slut.
I riksdagen var Nordquist ledamot i utrikesutskottet 2004–2006. Han var även bland annat suppleant i utrikesutskottet, finansutskottet och riksdagens delegation till Interparlamentariska unionen.
Sedan 2010 sitter Nordquist i kommunfullmäktige i Stockholm. Han är ordförande i Handikapprörelsens s-förening (HSF) samt Synskadades riksförbund (SRF) Stockholms och Gotlands län.